# Leopold Gratz

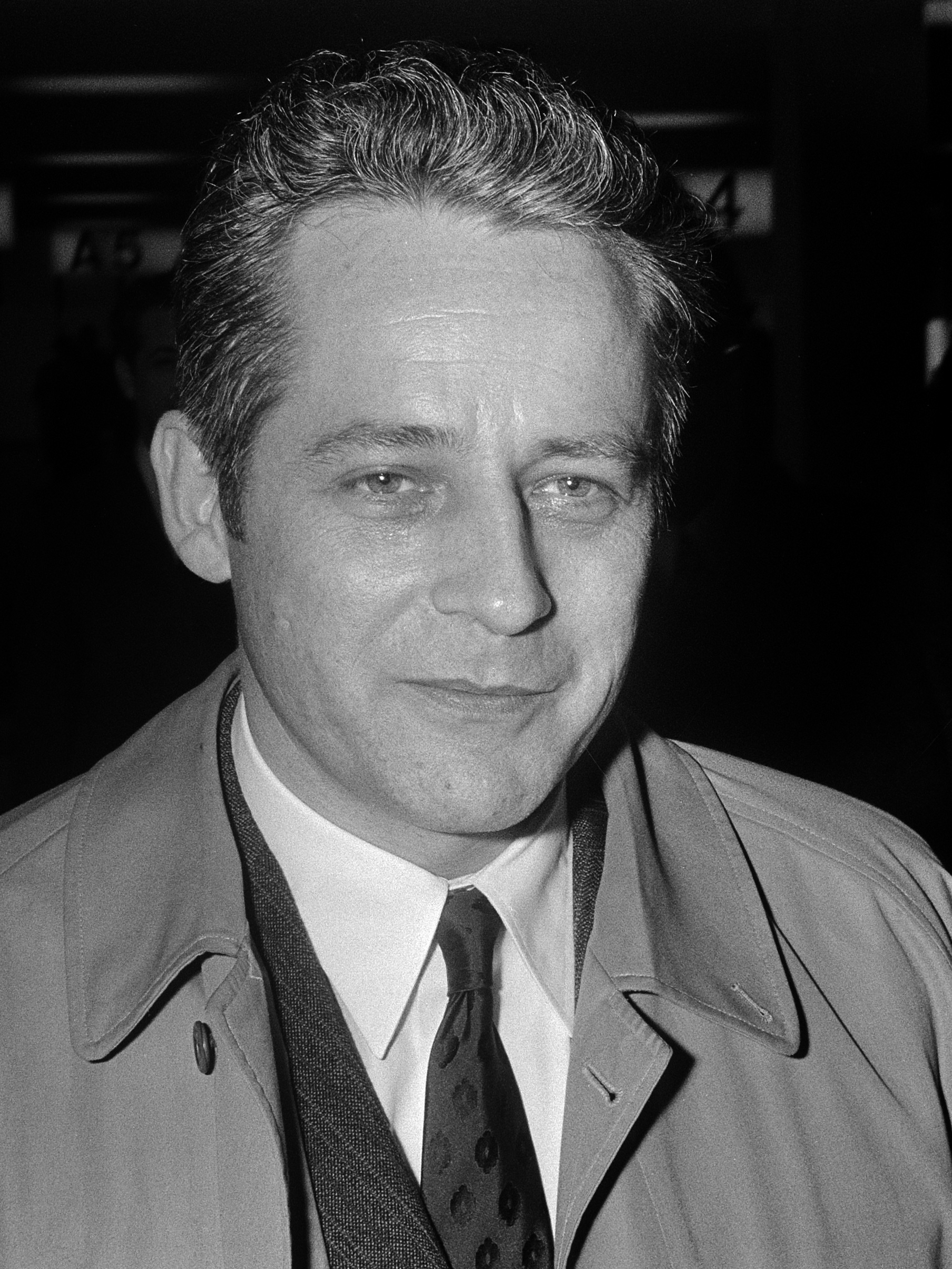
Leopold Gratz (1971)

Leopold Gratz (* 4. November 1929 in Wien-Ottakring; † 2. März 2006 in Wien-Landstraße) war Politiker der Sozialdemokratischen Partei Österreichs (SPÖ). Er war Mitglied des Bundesrates, Abgeordneter zum Nationalrat, geschäftsführender Klubobmann des SPÖ-Parlamentsklubs, Unterrichtsminister, Bürgermeister von Wien, Außenminister und Nationalratspräsident.

## Leben und Wirken

### Bundespolitik
Gratz wurde als Sohn eines Bankangestellten geboren und besuchte die Napola Traiskirchen. Er arbeitete bereits in seiner Jugend aktiv in verschiedenen Organisationen der SPÖ mit und gehörte unter anderem der Gründergeneration des VSStÖ nach 1945 an. Er studierte an der Universität Wien Rechtswissenschaften (abs.jur., später Mag.jur.), seine berufliche Tätigkeit begann er 1952 im Sozialministerium. Von 1953 bis 1963 war er als Sekretär im Klub der Sozialistischen Abgeordneten und Bundesräte tätig.
Im Jahr 1963 wurde Leopold Gratz einer der beiden Zentralsekretäre der SPÖ und Mitglied des Bundesrates. 1966 wurde er erstmals als Abgeordneter zum Nationalrat gewählt. Gemeinsam mit Hannes Androsch, Heinz Fischer und Karl Blecha zählte Gratz ab 1967 zu den „Kronprinzen“ um den Parteivorsitzenden Bruno Kreisky. In den Jahren 1970 und 1971 war Gratz, der die Funktion des SPÖ-Zentralsekretärs bei seiner Berufung in die Bundesregierung Kreisky I zurücklegte, Bundesminister für Unterricht und Kunst, danach wechselte er wieder in den Nationalrat und war von 1971 bis 1973 geschäftsführender Klubobmann des SPÖ-Parlamentsklubs.

### Wiener Bürgermeister
Nach einer nicht wunschgemäß ausgegangenen Volksbefragung über den Sternwartepark und seine geplante teilweise Verbauung und dem darauf folgenden Rücktritt von Bürgermeister Felix Slavik befand sich die Wiener SPÖ in einer Krise. Der mit 44 Jahren für einen Politiker damals ausgesprochen junge Leopold Gratz sollte die Partei aus dieser Krise führen (siehe Landesregierung und Stadtsenat Gratz I). Bei der Gemeinderatswahl vom Oktober 1973 errang Gratz für die SPÖ das bis heute beste Ergebnis seit 1945, bei dem er die Zweidrittelmehrheit im Rathaus nur um ein einziges Mandat verfehlte (siehe Gratz II). Bei den Gemeinderatswahlen 1978 (siehe Gratz III) und 1983 (siehe Gratz IV) konnte er die absolute Mehrheit der SPÖ sichern. Gemessen an Gratz’ Wahlerfolgen und seiner Amtszeit gilt er bis heute als erfolgreichster Bürgermeister der Bundeshauptstadt.
Die unter Felix Slavik begonnenen Projekte Neue Donau mit Donauinsel (fertiggestellt 1988) und UNO-City (eröffnet 1979; Gratz war in New York österreichischer Verhandlungsleiter für den UNO-Standort Wien) wurden weitergeführt; die ersten Teilstrecken der seit 1969 in Bau befindlichen neuen Wiener U-Bahn nahmen ab 1978 den Betrieb auf. In der Inneren Stadt war Gratz für die definitive Gestaltung bis dahin provisorischer Fußgängerzonen, insbesondere 1974 der Kärntner Straße und des Grabens, verantwortlich. Gratz und der von ihm 1973 als Finanzstadtrat berufene Hans Mayr errichteten 1974 die Wien Holding. Der Kurpark Oberlaa wurde nach der Wiener Internationalen Gartenschau 1974 zum öffentlichen Park. 1980 ging die Hauptkläranlage Wien in Betrieb. 1980 wurde der Jewish Welcome Service Vienna zur Betreuung in der NS-Zeit geflüchteter Juden aus Wien und ihrer Nachkommen gegründet. 1982 gründete das Duo Gratz-Mayr den Wiener Wirtschaftsförderungsfonds, heute Wirtschaftsagentur Wien genannt.
1973 wurde Gratz erster Präsident des später umstrittenen Clubs 45, der von den beiden Kreisky-Kronprinzen Hannes Androsch und Leopold Gratz ins Leben gerufen wurde. Versammlungsort war die von Udo Proksch geleitete Konditorei Demel, ein ehemaliger k.u.k. Hofzuckerbäcker am Kohlmarkt.
Überschattet war die Amtszeit von Gratz von Skandalen im Dunstkreis der SPÖ: dem Bauring-Skandal und dem AKH-Skandal, dem bis dahin größten österreichischen Bauskandal. Auch der Einsturz der Reichsbrücke im Jahr 1976 und die Misere um das Rinter-Müllzelt fallen in Gratz’ Amtszeit. Der Karikaturist der konservativen Wiener Tageszeitung Die Presse, Gustav Peichl, zeichnete neben Gratz gelegentlich ein Sektglas. Erhard Busek, in den Stadtsenaten Gratz II bis IV ÖVP-Stadtrat bzw. Vizebürgermeister, erinnerte sich 2014, dass Gratz bereits um 8 Uhr früh Gin trank, und kommentierte dies in seinen Memoiren mit dem Satz Irgendwo muss das beim Wiener Bürgermeister erblich sein ….
Im Jahr 1975 war Gratz der beliebteste österreichische Politiker und wurde vom TIME-Magazin unter jene 150 Menschen gereiht, die weltweit größte Popularität genossen. 1979 holte Gratz den ehemaligen Fernsehdirektor Helmut Zilk als Kulturstadtrat in den Stadtsenat. 1983 sicherte er dem noch weitgehend unbekannten Michael Häupl einen wählbaren SPÖ-Listenplatz für die Gemeinderatswahl 1983. Er baute damit seine eigenen Nachfolger auf.

### Rückkehr in die Bundespolitik
1984 übergab er nach elf Jahren sein Amt als Wiener Bürgermeister an Helmut Zilk. Er wechselte als Abgeordneter zum Nationalrat wieder in die Bundespolitik und war bis 1986 Außenminister in der Bundesregierung Sinowatz. Da er sich im Frühjahr 1986 während des Wahlkampfs um das Bundespräsidentenamt wegen dessen nationalsozialistischer Vergangenheit stark gegen den ÖVP-Kandidaten Kurt Waldheim exponiert und vor der drohenden Isolation durch westliche Staaten gewarnt hatte (siehe: Waldheim-Affäre), trat er unmittelbar nach dessen Wahl vom Amt als Leiter des Außenministeriums zurück.
Nach den Nationalratswahlen im Herbst 1986 wurde Leopold Gratz zum Nationalratspräsidenten gewählt, formal das zweithöchste Amt im Staat.
1989 wurde Gratz neuerlich als Beteiligter in zwei Skandalen genannt. Am Beginn der Nationalratssitzung am 25. Jänner gab er seinen Rückzug aus der österreichischen Politik bekannt und erklärte, seine Entscheidung ist eine persönliche und sie ist politisch begründet.
Er war in den Fall Lucona verwickelt. Seine Freundschaft mit Udo Proksch, einst Liebkind der Wiener Gesellschaft und Gastgeber des von Gratz mitgegründeten Clubs 45, wurde ihm zum politischen und juristischen Stolperstein. Der Strafprozess gegen Proksch endete 1992 mit einem Schuldspruch wegen sechsfachen Mordes (siehe Lucona-Affäre); Gratz wurde 1993 wegen falscher Zeugenaussage zu einer Geldstrafe verurteilt. Gratz war, damals Außenminister, Mitte der 1980er Jahre als Zeuge für Proksch aufgetreten und hatte der österreichischen Botschaft in Bukarest die Weisung erteilt, zur Entlastung seines Freundes Papiere zu beschaffen, die sich allerdings als Fälschungen herausstellten.
Auch in der Noricum-Affäre wurde Gratz als ehemaliger Außenminister angeklagt, im Noricum-Prozess aber 1993 ebenso wie der frühere Bundeskanzler Fred Sinowatz vom Verdacht des Amtsmissbrauchs und des Beitrags zur Gefährdung der Neutralität freigesprochen.

### Internationale UNO-Tätigkeit
Auch nach seinem Ausscheiden aus der österreichischen Politik blieb Gratz vorerst in seiner UNO-Tätigkeit als Präsident der Internationalen Konferenz zu Kambodscha (ICK International Conference on Kampuchea), mit der er viele Jahre hindurch die Interessen von Landminenopfern vertrat.

## Ruhestand und Tod

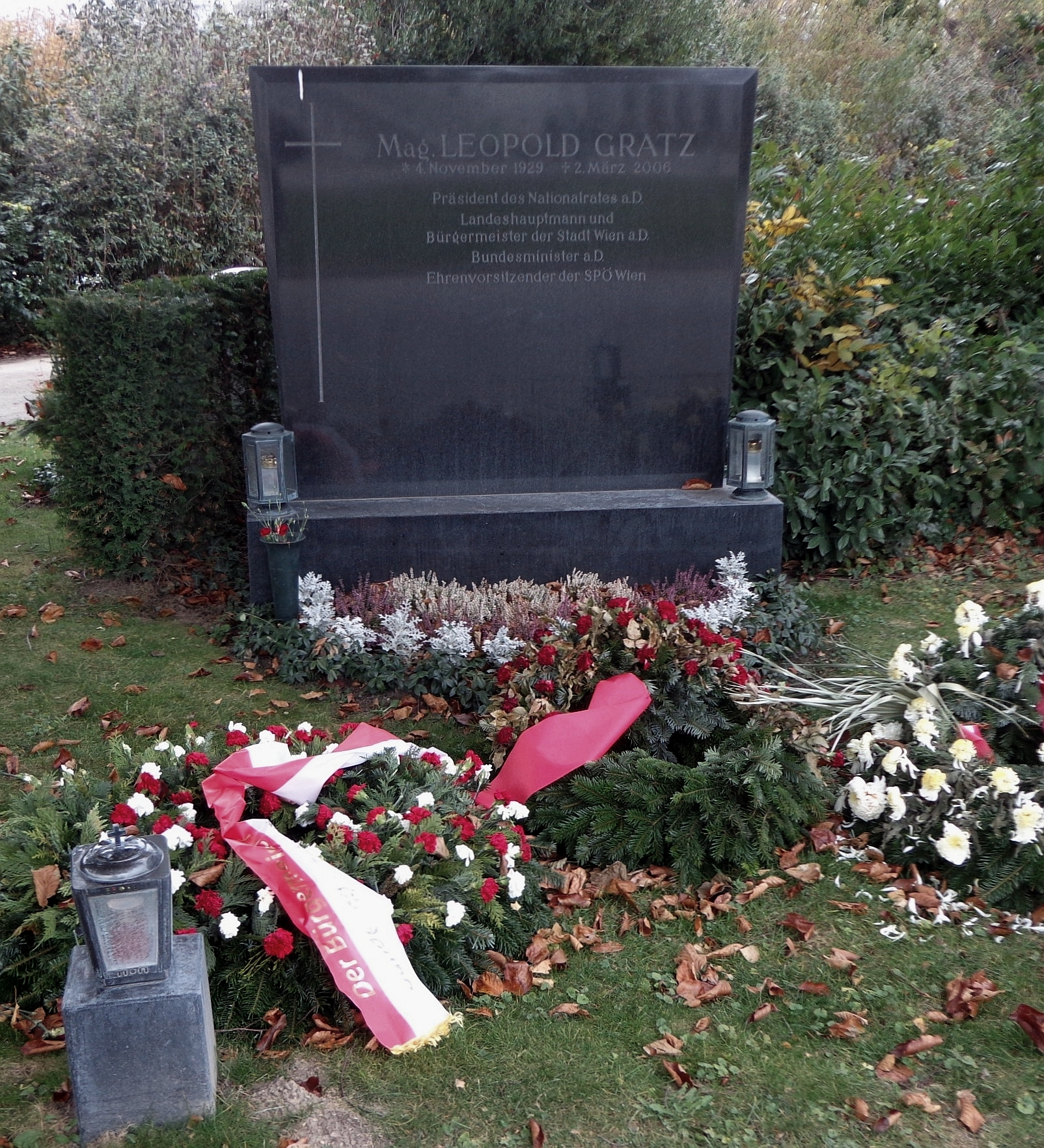
Wiener Zentralfriedhof – Ehrengrab von Leopold Gratz

Gratz blieb bis zu seinem Tod Mitglied des Präsidiums der SPÖ Wien. Als Ehrenvorsitzender der SPÖ nahm er nur noch als Ehrengast an Parteitagen teil.
2005 trat Gratz aus dem Bund Sozialdemokratischer Akademiker aus, dessen Präsident er von 1973 bis 1990 gewesen war, nachdem dieser in einem Historikerbericht die „braunen Flecken“ dieser Organisation aufgearbeitet hatte. Gratz war in seiner Jugend Schüler in einer Nationalsozialistischen Eliteschule (NAPOLA) gewesen, war im Bericht aber selbst nicht belastet worden. Dennoch gab er als Austrittsgrund an, der Bericht sei einseitig gewesen.
Leopold Gratz verstarb am 2. März 2006 im Wiener Krankenhaus Rudolfstiftung an den Folgen eines Herzinfarkts. Er wurde am 16. März 2006 im Rahmen eines staatlichen Begräbnisses unmittelbar neben der Bundespräsidentengruft in einem Ehrengrab auf dem Wiener Zentralfriedhof (Gruppe 14C, Grab Nr. 54B) beigesetzt.

## Ehrungen

### Orden und Ehrenzeichen (Auswahl)
- 1976: Großes Goldenes Ehrenzeichen am Bande für Verdienste um die Republik Österreich[16]
- 1979: Großes Goldenes Ehrenzeichen mit Stern für Verdienste um das Land Wien
- 1979: Höchster Silvesterorden (Großkreuz) von Papst Johannes Paul II.[5]
- 1984: Großkreuz des Ordens des Infanten Dom Henrique[17]

### Sonstige Ehrungen (Auswahl)
- 1986: Ehrensenator der Technischen Universität Wien
- 1995: Ehrenbürger der Stadt Wien
- 2010: Leopold-Gratz-Platz: Die neue Verkehrsinsel an der Einmündung der Reichsratsstraße in den Wiener Schmerlingplatz (1. Bezirk, eingebettet zwischen Parlament und Justizpalast) wurde nach ihm benannt. An Gratz wird dadurch in unmittelbarer Nähe seiner Wirkungsstätten, von Rathaus, Parlament und Ballhausplatz, erinnert.[5]
- 2011: Leopold-Gratz-Hymnus auf Wien: Neues Arrangement wurde durch die Justizwachemusik Wien und Opernsänger Franz Fahrleitner im Festsaal der Justizanstalt Wien-Josefstadt uraufgeführt.[18]